# 西紐約州
西紐約州（Western New York）是指美国纽约州的西部地区。亞利加尼縣、卡特羅格斯縣、學托擴縣、伊利縣、尼亞加拉縣、傑納西縣、奧爾良縣、懷俄明縣、希芒縣、利文斯頓縣、門羅縣、安大略、斯凱勒縣、塞尼卡縣、斯托本縣、韋恩、耶芝縣、尼亞加拉瀑布、詹姆斯敦、水牛城等地均屬於西紐約州。西紐約州面积为11,764平方英里（30,470平方）。